# Cachi (vaso)

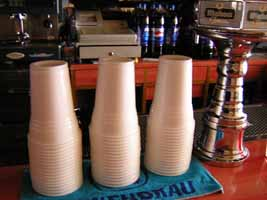
Cachis apilados.

El cachi o katxi es un vaso de plástico, generalmente de 750 ml de capacidad.
Siendo la palabra casi, apócope de casi un litro,[cita requerida] al ser estas de 1000 ml. Esta denominación se usa en diversos puntos de la zona norte de España: Asturias, Cantabria, País Vasco, Navarra, La Rioja y el norte de Castilla y León (Soria, Zamora, Burgos, León, Valladolid, León y Palencia). En otras zonas de España, también se denomina mini, cuba, litro, maceta, cubalitro o megavaso (aunque en este caso la capacidad del recipiente sí es de 1 litro). También se le denomina, sobre todo en las facetas más jóvenes, cacharro.
Se utiliza tanto en hostelería (para bebidas como el calimocho) o también por la gente de los botellones.
En el País Vasco, Navarra, Burgos y La Rioja es habitual en las fiestas regionales servir las bebidas de las txosnas (carpa-bar), generalmente calimocho, cerveza o cualquier otra bebida alcohólica, en estos vasos.
- Datos: Q8254631